# Senatsverwaltung für Justiz und Verbraucherschutz
Die Berliner Senatsverwaltung für Justiz und Verbraucherschutz (SenJustV) ist eine von zehn Fachverwaltungen des Berliner Senats im Range eines Landesministeriums und als solche Teil der Landesregierung sowie zuständige oberste Landesbehörde für Rechtspolitik, Strafvollzug und Rechtspflege sowie für Verbraucherschutz im deutschen Bundesland Berlin.

## Geschichte
Ab 1945 war für die Justizpolitik der Stadtrat für Recht zuständig, ab 1951 die Senatsverwaltung für Justiz. Von 1985 bis 1989 war der Bereich Bundesangelegenheiten in die Justiz-Senatsverwaltung eingebunden. Vom 9. Dezember 1999 bis 16. Juni 2001 war die Senatsverwaltung für Justiz zeitweilig in den Geschäftsbereich des Regierenden Bürgermeisters eingegliedert. 2011 übernahm die Senatsverwaltung für Justiz den Bereich „Verbraucherschutz“ von der Senatsverwaltung für Gesundheit, Umwelt und Verbraucherschutz und erhielt erstmals ihren heutigen Namen. Ab 2016 gehörte auch der Fachbereich Antidiskriminierung zu den Aufgaben der Justiz-Senatsverwaltung, dieser wurde 2023 an die Senatsverwaltung für Arbeit, Soziales, Gleichstellung, Integration, Vielfalt und Antidiskriminierung (SenASGIVA) abgegeben.
Derzeitige Senatorin ist seit April 2023 Felor Badenberg (zunächst parteilos, von der CDU nominiert, inzwischen CDU-Mitglied). Sie wird durch den Staatssekretär für Justiz Dirk Feuerberg und durch die Amtschefin und Staatssekretärin für Zentrales und Verbraucherschutz Susanne Hoffmann unterstützt.

## Aufgaben und Organisation
Die Senatsjustizverwaltung Berlins zeigt sich in erster Linie für Fragen der Rechtspolitik und der Rechtspflege (Gerichte, Staatsanwaltschaften, Strafvollzug) sowie des Verbraucherschutzes verantwortlich und gliedert sich in sechs Abteilungen. (Stand: 2023)

### Überblick der einzelnen Abteilungen
Abteilung ZS
Personal, Haushalt, Organisation der Gerichte, Staatsanwaltschaften und Strafverfolgungsbehörden, Steuerungsdienst, Personal- und Organisationsentwicklung

#### Abteilung I
Innere Dienste, Sozialberatung der Berliner Justiz (organisatorisch), Justiz in der vielfältigen Gesellschaft, Justizielle Opferhilfe, Zentrale Anlaufstelle für Betroffene von Terroranschlägen und deren Angehörige, Baureferat

#### Abteilung II
Angelegenheiten der Informations- und Kommunikationstechnik der Gerichte, Verfassungsgerichtsbarkeit, Staats- und Verfassungsrecht, Mitwirkungsangelegenheiten, Verfahrensrecht der Verwaltungs-, Finanz-, Arbeits- und Sozialgerichtsbarkeit, Gesetz- und Verordnungsblatt, Rechtsbereinigung

#### Abteilung III
Aufsicht über die Justizvollzugsanstalten in folgenden Angelegenheiten: Vollzugsgestaltung, Sicherheit, Behandlung und Betreuung, Übergangsmanagement, Gesundheitsfürsorge, Belegung, Facility Management, Vollzugsrecht, Bauangelegenheiten

#### Abteilung IV
Gemeinsames Juristisches Prüfungsamt, Aus- und Fortbildung in der Rechtspflege (ohne Justizvollzug), Hochschule für Verwaltung und Recht, Deutsche Richterakademie

#### Abteilung V
Gesundheitlicher Verbraucherschutz, amtliche Lebensmittelüberwachung, Tierschutz, wirtschaftlicher Verbraucherschutz, Landwirtschaft, Landeslabor Berlin-Brandenburg, Food Fraud

### Personal- und Haushaltsvolumen der Berliner Justiz
In der gesamten Berliner Justiz, die die Senatsjustizverwaltung letztendlich in ihrer Gesamtheit verantwortet, arbeiteten 11.360 Beschäftigte im Jahr 2016 bei einem Haushaltsvolumen des Justizhaushalts von rund 876 Millionen Euro.